# Nella polvere del profondo Sud
Nella polvere del profondo Sud (Intruder in the Dust) è un film del 1949 diretto da Clarence Brown.
È un film drammatico statunitense con David Brian, Claude Jarman Jr. e Juano Hernández. È basato sul romanzo del 1948 Non si fruga nella polvere (Intruder in the Dust) di William Faulkner.

## Trama
In una piccola città del sud degli Stati Uniti una vecchia signora e un ragazzo trovano il vero colpevole di un delitto di cui è accusato un uomo di colore, salvandolo dal linciaggio.

## Produzione
Il film, diretto da Clarence Brown su una sceneggiatura di Ben Maddow e un soggetto di William Faulkner (autore del romanzo), fu prodotto dallo stesso Brown per la Metro-Goldwyn-Mayer e girato a Oxford, Mississippi, da fine febbraio all'aprile del 1949.

## Distribuzione
Il film fu distribuito con il titolo Intruder in the Dust negli Stati Uniti dall'ottobre del 1949 (première a Oxford il 10 ottobre) al cinema dalla Metro-Goldwyn-Mayer.
Altre distribuzioni:
- in Francia il 22 novembre 1950 (L'intrus)
- in Svezia il 3 gennaio 1951 (Inkräktare i stoftet)
- in Belgio il 19 gennaio 1951 (De indringer e L'intrus)
- in Finlandia il 20 luglio 1951 (Musta kohtalo)
- in Portogallo il 27 marzo 1952 (O Mundo Não Perdoa)
- nelle Filippine l'8 luglio 1952
- in Germania Ovest il 22 novembre 1978 (Griff in den Staub, in TV)
- in Brasile (O Mundo não Perdoa)
- in Spagna (Han matado a un hombre blanco)
- in Grecia (Poios einai o dolofonos)
- in Polonia (Intruz)

## Critica
Secondo il Morandini il film è "un eccellente dramma sociale" e uno dei più "efficaci film antirazzisti" statunitensi. Secondo Leonard Maltin il film è un "adattamento di prim'ordine del romanzo" caratterizzato da una fotografia eccelsa e dalle ottime ambientazioni. L'unico difetto sarebbe rappresentato dal personaggio di Brian, troppo moraleggiante.